# Труман (Арканзас)
Труман (енгл. Trumann) град је у америчкој савезној држави Арканзас.

## Демографија
По попису из 2010. године број становника је 7.243, што је 354 (5,1%) становника више него 2000. године.
| Група             | 2000.         | 2010.         |
| Белци             | 6.474 (94,0%) | 6.450 (89,1%) |
| Афроамериканци    | 278 (4,0%)    | 488 (6,7%)    |
| Азијати           | 14 (0,2%)     | 23 (0,3%)     |
| Хиспаноамериканци | 56 (0,8%)     | 194 (2,7%)    |
| Укупно            | 6.889         | 7.243         |